# Dish (Texas)
DISH est une ville localisée dans le comté de Denton au Texas, États-Unis. La ville comptait au total 201 habitants au recensement de 2010. 

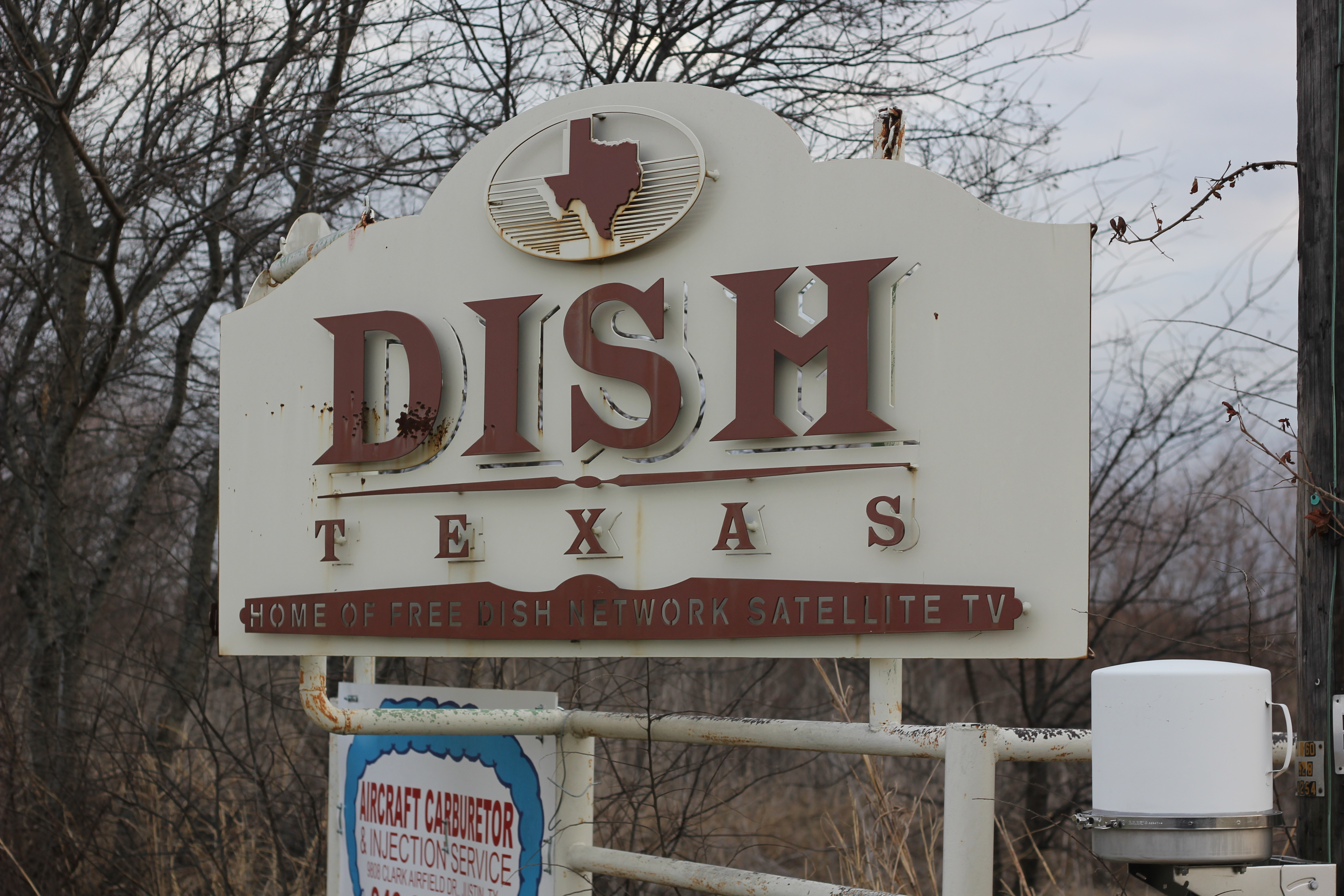

À l'origine, la ville s'appelait Clark mais en novembre 2005 la communauté accepte de rebaptiser la ville DISH (tout en majuscules) après un accord commercial avec la société de télévision par satellite homonyme. En échange de ce renommage, les résidents ont reçu les services de télévision de base pour une durée de 10 ans et un magnétoscope numérique. La municipalité était auparavant nommée Clark en l'honneur de son fondateur, Landis Clark, qui a servi en tant que premier maire en juin 2000.

## Pollution
Une partie du documentaire Gasland (2010) prend place à DISH, révélant la pollution causée par l'industrie du gaz naturel. L'ancien maire Calcin Tillman, militant écologiste, dit avoir été forcé de quitter la ville, à la suite des ennuis de santé de ses deux enfants, causés selon lui par la fracturation hydraulique.

## Sources
- (en) The Daily Show with Jon Stewart (10 janvier 2006) "Helms - Ready, Willing and Cable"
- (en) Jasinski, Laurie E. (1er septembre 2006) "Clark, Texas."
- (en) Lozano, Bert (16 novembre 2005) "Denton County town bids for free TV."
- (en) Moore, Dave (16 novembre 2005) "Town changes its name; firm to serve up free TV."
- (en) (16 novembre 2005) "Rename Your Town 'DISH,' Get Free Satellite TV for 10 Years; DISH Network Offer Equates to Possibly Millions of Dollars of Free Programming."
- (en) (3 décembre 2005) "What's in a name?" WORLD Magazine.
- (en) "The Daily Show" 10 janvier 2006